# Roberto Felice Bigliardo
Roberto Felice Bigliardo (n. 29 ianuarie 1952 - d. 19 iunie 2006), a fost un om politic italian, membru al Parlamentului European în perioada 1999-2004 din partea Italiei. 
1. ↑  Deputații în Parlamentul European